# Marginella mosaica
Marginella mosaica is een slakkensoort uit de familie van de Marginellidae. De wetenschappelijke naam van de soort werd in 1846 voor het eerst geldig gepubliceerd door George Brettingham Sowerby II.